# U-634
| U-634                      | U-634                                                          | U-634                                                          |
| -------------------------- | -------------------------------------------------------------- | -------------------------------------------------------------- |
|                            |                                                                |                                                                |
|                            |                                                                |                                                                |
|                            |                                                                |                                                                |
| Під прапором               | Третій рейх                                                    | Третій рейх                                                    |
| Спуск на воду              | 10 червня 1942 року                                            | 10 червня 1942 року                                            |
| Виведений зі складу флоту  | 30 серпня 1943 року                                            | 30 серпня 1943 року                                            |
| Сучасний статус            | затоплений                                                     | затоплений                                                     |
| Проєкт                     |                                                                |                                                                |
| Тип ПЧ                     | Торпедний ДПЧ                                                  | Торпедний ДПЧ                                                  |
| Основні характеристики     |                                                                |                                                                |
| Швидкість (надводна)       | 17,7 вузлів                                                    | 17,7 вузлів                                                    |
| Швидкість (підводна)       | 7,6 вузлів                                                     | 7,6 вузлів                                                     |
| Робоча глибина занурення   | 100 м                                                          | 100 м                                                          |
| Гранична глибина занурення | 220 м                                                          | 220 м                                                          |
| Екіпаж                     | 44 осіб                                                        | 44 осіб                                                        |
| Розміри                    |                                                                |                                                                |
| Довжина найбільша (по КВЛ) | 67,1 м                                                         | 67,1 м                                                         |
| Ширина корпусу найб.       | 6,2 м                                                          | 6,2 м                                                          |
| Висота                     | 9,6 м                                                          | 9,6 м                                                          |
| Середня осадка (по КВЛ)    | 4,70 м                                                         | 4,70 м                                                         |
| Водотоннажність надводна   | 769 т                                                          | 769 т                                                          |
| Озброєння                  |                                                                |                                                                |
| Артилерія                  | одна палубна гармата калібру 88-мм, одна 20-мм зенітна гармата | одна палубна гармата калібру 88-мм, одна 20-мм зенітна гармата |
| Торпедно- мінне озброєння  | 4 носових і один кормовий ТА. 14 торпед або 26 мін             | 4 носових і один кормовий ТА. 14 торпед або 26 мін             |

U-634 — німецький підводний човен типу VIIC, часів  Другої світової війни.
Замовлення на будівництво човна було віддане 15 серпня 1940 року. Човен був закладений на верфі суднобудівної компанії «Blohm + Voss» у Гамбурзі 23 вересня 1941 року під будівельним номером 610, спущений на воду 10 червня 1942 року, 6 серпня 1942 року увійшов до складу 5-ї флотилії. Також за час служби перебував у складі 9-ї флотилії.
Човен зробив 3 бойових походи, в яких потопив 1 судно.
Потоплений 30 серпня 1943 року у Північній Атлантиці східніше Азорських островів (40°13′ пн. ш. 19°24′ зх. д. / 40.217° пн. ш. 19.400° зх. д.) глибинними бомбами британських шлюпа «Сторк» і корвета «Стоункроп». Всі 47 членів екіпажу загинули.

## Командири
- Оберлейтенант-цур-зее Ганс-Гюнтер Брозін (6 серпня 1942 — 2 лютого 1943)
- Оберлейтенант-цур-зее Ебергард Дальгаус (28 січня — 30 серпня 1943)

## Потоплені та пошкоджені кораблі[3]
| Назва            | Тип           | Належність | Дата           | Тоннаж (БРТ) | Вантаж             | Статус    | Місце                                                       |
| Mirewether Lewis | торгове судно | США        | 2 березня 1943 | 7 176        | Боєприпаси та шини | потоплено | 62°10′ пн. ш. 28°25′ зх. д. / 62.167° пн. ш. 28.417° зх. д. |